# Maua (Kenia)
Maua es una ciudad del condado de Meru, Kenia. De 1992 a 2009, fue la capital del ahora desaparecido distrito de Meru Norte (también conocido como distrito de Nyambene).

## Descripción general
Maua se encuentra a 60 kilómetros al norte de la ciudad de Meru, en la ladera noroccidental de las colinas de Nyambene y al oeste del Parque Nacional de Meru. Maua es la sede del subcondado de Igembe Sur y, bajo la constitución anterior, albergaba un consejo municipal. (Con la nueva constitución, el país se dividió en 47 condados y Maua es solo una ciudad. El municipio de Maua tiene una población de 50 826 habitantes, de los cuales 13 763 son urbanos .
Maua es una de las ciudades económicamente viables del condado de Meru. El Ikweta Country Inn and Conference Centre, el Soldat Teachers College y la Escuela Metodista de Enfermería se encuentran entre sus lugares emblemáticos.
La ciudad de Maua es el centro del comercio de khat en Kenia y en el mundo. Los ingresos por exportaciones de khat a Europa se redujeron drásticamente cuando el Reino Unido declaró este estimulante como droga de clase C y prohibió todas sus importaciones en junio de 2014. Algo inusual para una ciudad de su tamaño, Maua presenta una amplia mezcla étnica, con amerus, somalíes, kikuyus y luos entre los residentes predominantes. Cerca de Maua se encuentran las ciudades de Meru, Isiolo y Kathwana.